# Czerwony Wierch
Die Czerwony Wierch ist ein Berg in der polnischen Westtatra mit 1758 Metern Höhe. 

## Lage und Umgebung
Die Czerwony Wierch liegt in der polnischen Tatra, in dem Tal Dolina Chochołowska, konkret zwischen seinen Höhentälern Dolina Jarząbcza und Dolina Chochołowska Wyżnia.

## Tourismus
Auf den Czerwony Wierch führt kein markierter Wanderweg.  Als Ausgangspunkt für eine Besteigung seiner Hänge aus den Tälern eignen sich die Ornak-Hütte und die Chochołowska-Hütte.

## Belege
- Zofia Radwańska-Paryska, Witold Henryk Paryski, Wielka encyklopedia tatrzańska, Poronin, Wyd. Górskie, 2004, ISBN 83-7104-009-1.
- Tatry Wysokie słowackie i polskie. Mapa turystyczna 1:25.000, Warszawa, 2005/06, Polkart, ISBN 83-87873-26-8.